# Диподия
Дипо́дия (др.-греч. ἡ διποδία «двустопие») — в античном стихосложении:
- стих, состоящий из двух стоп, напр. трохеическая диподия —U | —U, анапестическая диподия UU— | UU—
- всякий стих, состоящий из двустопных метров, напр. ямбический триметр, U—́ ¦ U— | U—́ ¦ U— | U—́ ¦ U—; трохеический тетраметр —́U ¦ —U | —́U ¦ —U | —́U ¦ —U | —́U ¦ —U